# Dwyer Brothers Stable
Dwyer Brothers Stable var ett amerikanskt stall och fullblodsstuteri som ägdes av affärsmännen Phil och Mike Dwyer från Brooklyn.

## Historia
Bröderna Dwyer köpte sitt första fullblod, Rhadamanthus, 1874, och anlitade då tränaren Evert Snedecker. I oktober samma år förvärvade de Vigil från överste David McDaniel, som vid den tiden sprungit in 5630 dollar. Under de kommande månaderna 1876 vann Virgil ytterligare 20160 dollar och valdes det året till American Champion Three-Year-Old Male Horse.
Andra tränare som arbetade för bröderna Dwyer var James G. Rowe, Sr. och Frank McCabe. 1881 segrade de i Kentucky Derby med den framtida US Hall of Fame-hingsten Hindoo och slutade tvåa med Runnymede året därpå. De hade sina största framgångar i Belmont Stakes, som de segrade i fem gånger. Ett av de få stora löp på banor i området New York/New Jersey som de aldrig vann var Brooklyn Handicap.
Bröderna, antingen tillsammans eller var för sig, ägde ett antal framstående hästar, inklusive Hindoo, Bramble, Bella B., Luke Blackburn, Bonnie Scotland, George Kinney, Miss Woodford, Barnes, Hanover, Raceland, Tremont, Ben Brush och Cleophus. Mike Dwyer var även delägare i Kingston.
1886 var de en viktig del av den grupp investerare som bildade Brooklyn Jockey Club  och byggde Gravesend Race Track vid Gravesend på Coney Island. Brödernas partnerskap upplöstes 1890, och Mike Dwyer fortsatte att njuta av ytterligare framgångar. Han segrade i Kentucky Derby för andra gången 1896 med Ben Brush, riden av jockeyn Willie Simms.
Brooklyn Derby, som grundades 1887, döptes 1918 om till Dwyer Stakes i deras ära.

## Större segrar i urval

### Kentucky Derby
- 1881 : Hindoo
- 1896 : Ben Brush

### Preakness Stakes
- 1899 : Half Time

### Belmont Stakes
- 1883 : Sir Dixon
- 1884 : Hanover
- 1886 : Inspector B.
- 1887 : Panique
- 1888 : George Kinney

### Travers Stakes
- 1881 : Hindoo
- 1883 : Barnes
- 1886 : Inspector B.
- 1888 : Sir Dixon
- 1890 : Sir John